# Luite
Luite is een subdistrict of wijk (Estisch: asum) binnen het stadsdistrict Kesklinn in Tallinn, de hoofdstad van Estland. De naam betekent ‘duin’. De wijk telde 778 inwoners op 1 januari 2020. De wijk grenst vanaf het noorden met de wijzers van de klok mee aan de wijken Veerenni, Juhkentali, Ülemistejärve en Kitseküla.
De wijk heeft min of meer de vorm van een stompe driehoek. Langs de zijden van de driehoek lopen de spoorlijn van Tallinn naar Pärnu en Viljandi, de spoorlijn Tallinn - Narva en de weg Järvevana tee.

## Voorzieningen

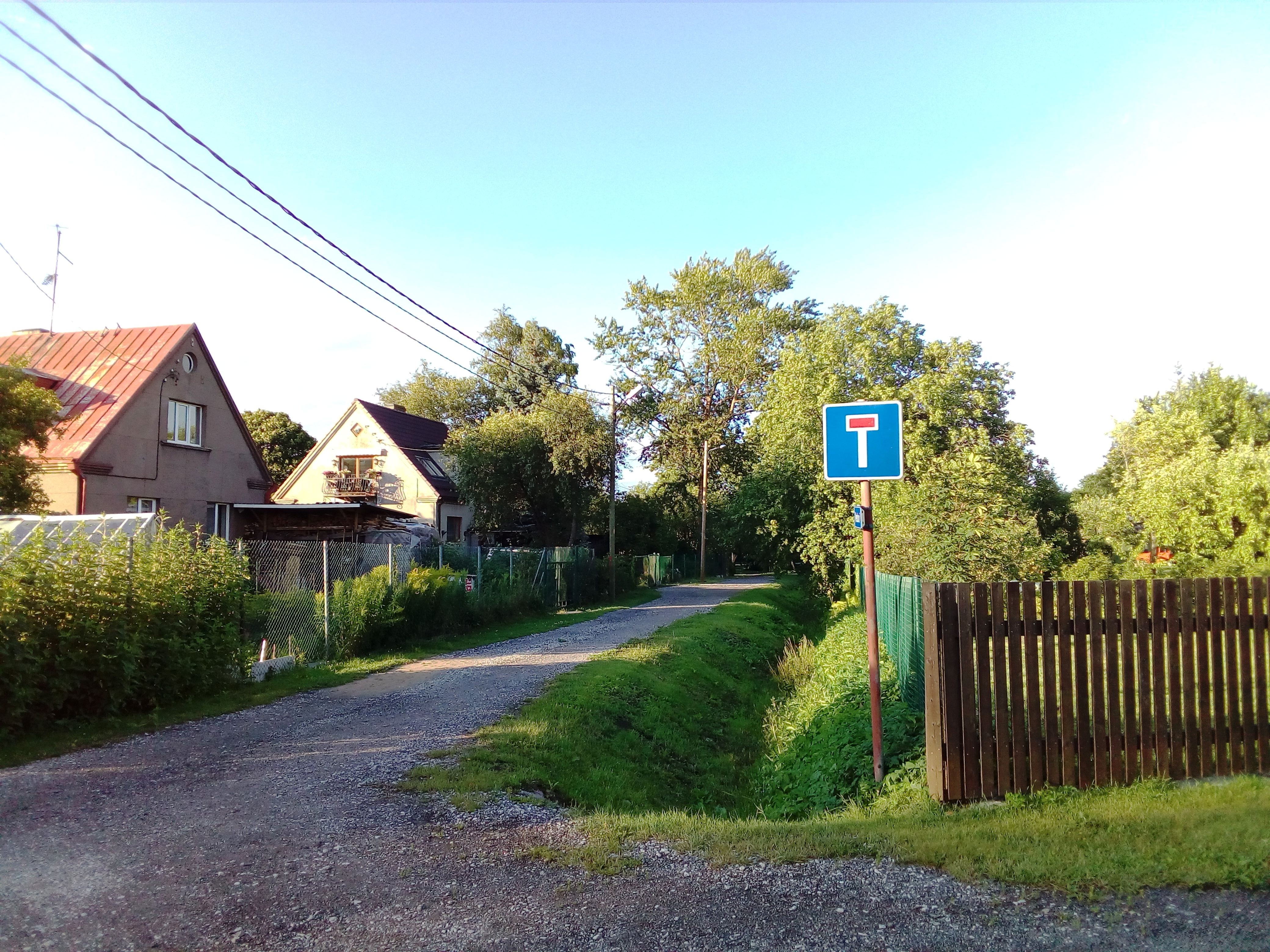
De straat Veduri tänav in Luite

Luite ontleent zijn naam waarschijnlijk aan de zandige bodem, die aansluit op de oevers van het nabijgelegen Ülemistemeer.
De wijk bestaat vooral uit vrijstaande huizen met veel groen ertussen. In de wijk is een groot aantal ondernemingen gevestigd, waaronder Espak, dat bouwmaterialen levert, en het postorderbedrijf Hansapost.

## Vervoer
De Järvevana tee, die de grens met de wijk Ülemistejärve vormt, is meteen de belangrijkste verkeersweg in de wijk.
Aan de overzijde van de spoorlijn van Tallinn naar Pärnu en Viljandi, in de aangrenzende wijk Kitseküla, ligt het station Tallinn-Väike.
Verder wordt Luite bediend door een aantal buslijnen.